# Crhistian Bravo
Crhistian David Bravo Valencia (ur. 22 listopada 1996) – kolumbijski zapaśnik walczący w stylu klasycznym.
Zajął siódme miejsce na mistrzostwach panamerykańskich w 2022. Brązowy medalista igrzysk boliwaryjskich w 2022, a także wojskowych MŚ w 2024 roku.